# Gyurik László
Gyurik László (Szeged, 1925 – Miskolc, 1988[forrás?]) válogatott labdarúgó, balfedezet.

## Pályafutása

### Klubcsapatban
1948 és 1951 között a Szegedi AK labdarúgója volt. Az élvonalban 1948. augusztus 29-én mutatkozott be a Győri Vasas ETO ellen, ahol csapata 3–0-s vereséget szenvedett. 1952 és 1954 között a Bp. Dózsa csapatában szerepelt. Tagja volt az 1952-es bronzérmes csapatnak. 1955-ben a Diósgyőri VTK játékosa volt. Lelkiismeretes, fegyelmezett, kiváló taktikai érzékkel rendelkező játékos volt, aki inkább a védekezést segítette, de támadások szervezésében is részt vett.

### A válogatottban
1953-ban egy alkalommal szerepelt a válogatottban.

## Sikerei, díjai
- Magyar bajnokság
  - 3.: 1952

## Statisztika

### Mérkőzése a válogatottban
| Magyarország | Magyarország     | Magyarország            | Magyarország | Magyarország | Magyarország | Magyarország | Magyarország | Magyarország |
| #            | Dátum            | Helyszín                | Hazai        | Eredmény     | Vendég       | Kiírás       | Gólok        | Esemény      |
| ------------ | ---------------- | ----------------------- | ------------ | ------------ | ------------ | ------------ | ------------ | ------------ |
| 1.           | 1953. október 4. | Szófia, Levszki-stadion | Bulgária     | 1 – 1        | Magyarország | barátságos   | -            |              |
|              | Összesen         |                         |              | 1            | mérkőzés     |              | 0            | gól          |